# Elisabeth von Schweden

Elisabeth, Prinzessin von Schweden, Herzogin von Mecklenburg – Schwedisches Nationalmuseum – NMGrh 442

Elisabeth von Schweden auch Elisabeth, Herzogin zu Mecklenburg oder Elisabet Gustavsdotter Vasa (* 4. April 1549 in Kungsör, Västmanland, Schweden; † 20. November 1597 in Stockholm) war eine schwedische Prinzessin sowie durch Heirat Herzogin von Mecklenburg.

## Leben
Elisabeth entstammte der Wasa-Dynastie und war eine Tochter von König Gustav I. und dessen zweiter Frau Margareta Eriksdotter Leijonhufvud. Sie wuchs mit sieben Geschwistern auf und verbrachte ihre Kindheit und Jugend hauptsächlich auf dem Stockholmer Schloss und Schloss Gripsholm. Nach dem Tod ihrer Mutter 1551 wurden die Kinder von den mütterlichen Tanten Brita und Märta Eriksdotter Leijonhufvud, von Märtas Schwiegermutter Christina Gyllenstierna und nach der Wiederheirat ihres Vaters von ihrer Cousine Königin Katharina Stenbock erzogen. Elisabeth galt als sehr ausgeglichen und wirkte als Mittlerin zwischen den Geschwistern, stand besonders aber ihrem jüngeren Bruder Karl nahe, dem späteren Karl IX. Da sie in unmittelbarer Nähe ihres Bruders Johann III. lebte, nutzten die anderen Geschwister sie während dessen Regierungszeit als Informantin.
Für Elisabeth gab es viele Pläne für eine politisch vorteilhafte Partie, etwa mit dem zukünftigen Großherzog der Toskana
Francesco I. de’ Medici. 1562 kam es durch ihren Stiefbruder Erik XIV. zu Eheverhandlungen mit Herzog Christoph zu Mecklenburg. Sie wurde verlobt, die Hochzeit sollte auf Grund ihres jugendlichen Alters einige Jahre später erfolgen. Da Christoph jedoch in langjährige polnische Gefangenschaft geriet, wurde die Verlobung von Johann III. als abgebrochen gesehen. Der pro-katholische Johann III. verhandelte 1573 über eine Ehe mit einem italienischen Kandidaten, auch Katharina von Medici wollte sie für Heinrich III. als Frau gewinnen.

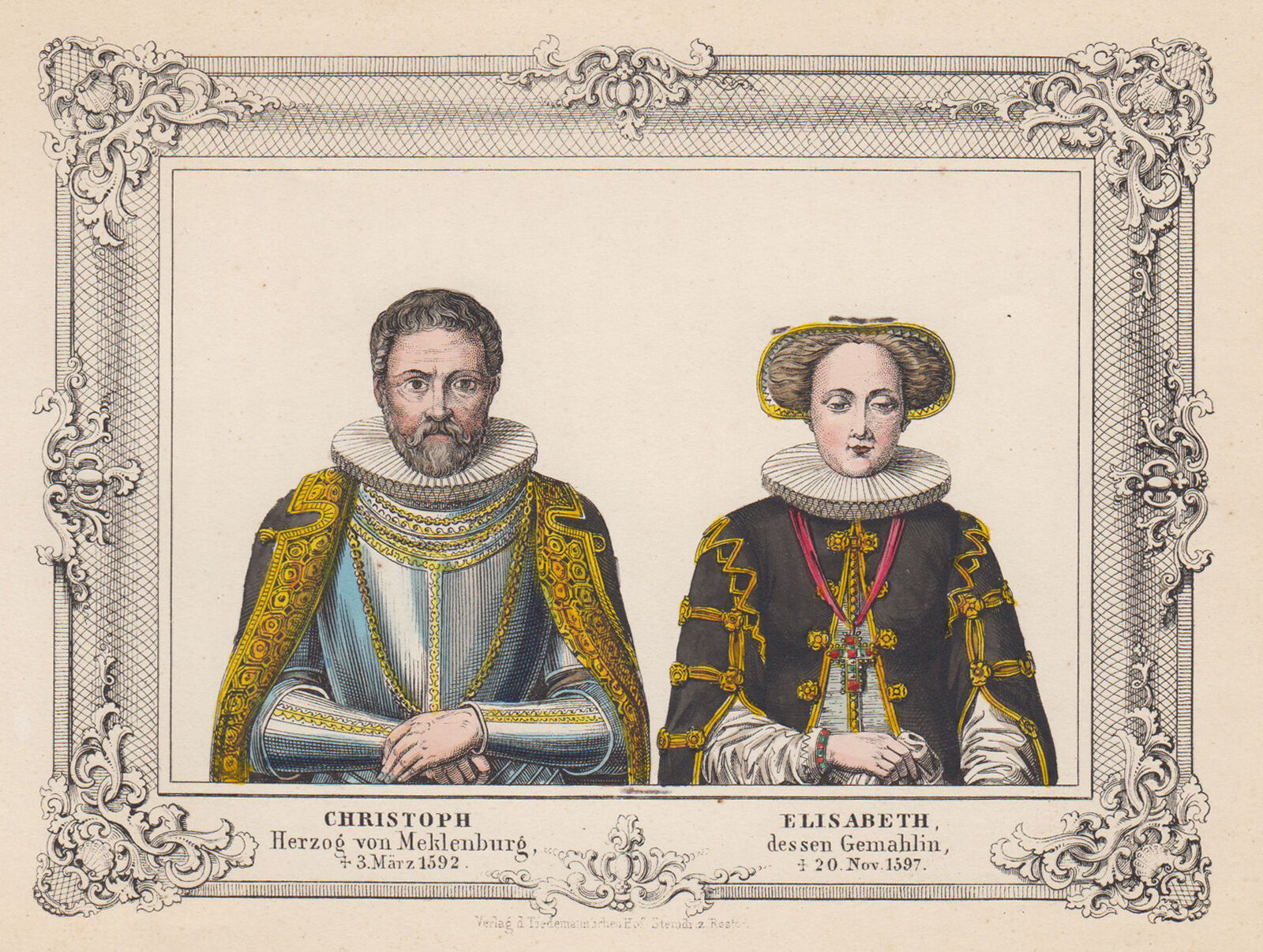
Bild von Christoph und Elisabeth aus Meklenburg in Bildern (1844) von Georg Christian Friedrich Lisch

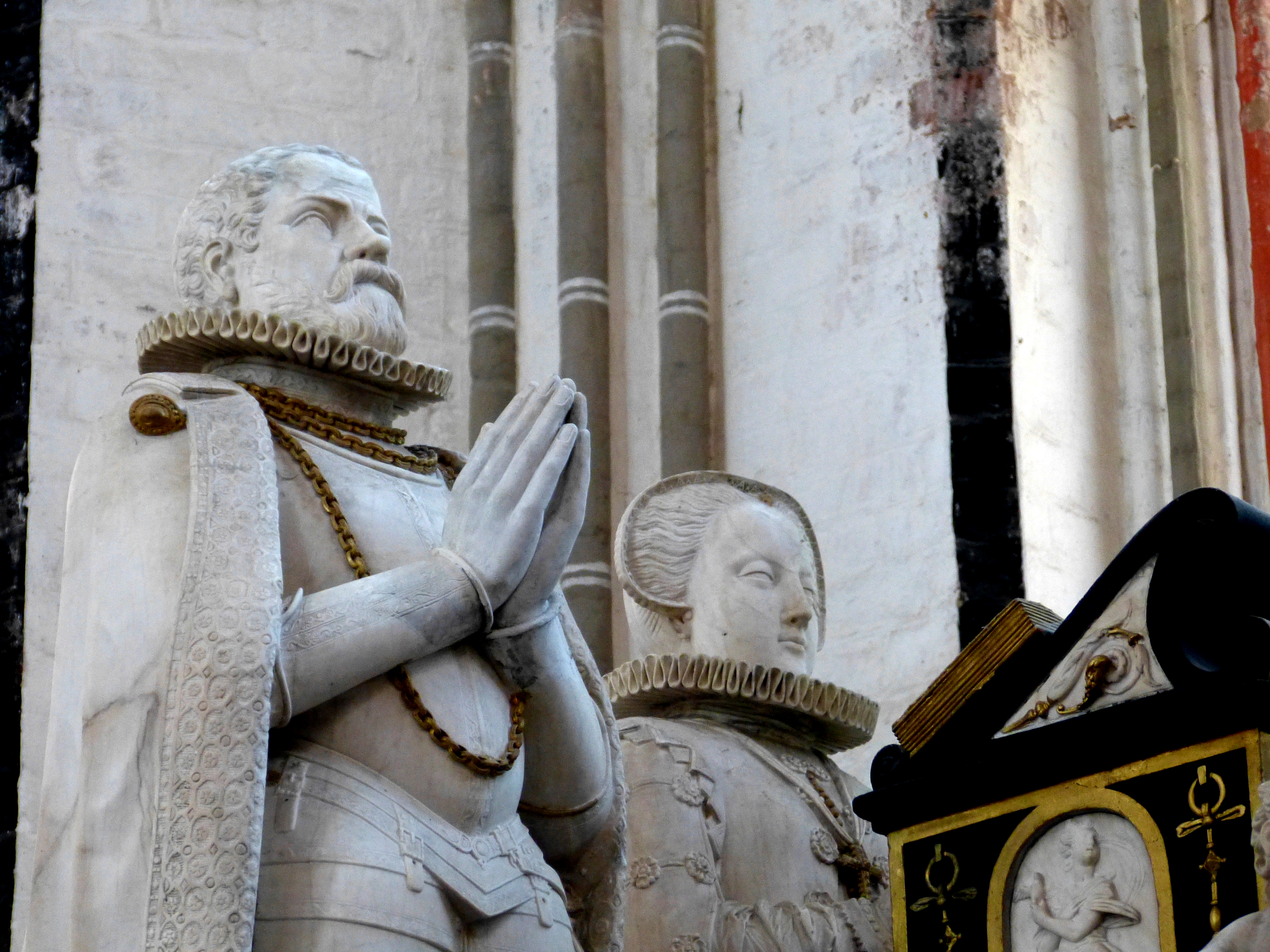
Grabmal im Schweriner Dom

Elisabeth selbst war eine überzeugte Lutheranerin, wollte einen protestantischen Ehemann und widersetzte sich diesen Heiratsplänen. Christoph zu Mecklenburg wiederum sprach nach seiner Freilassung erneut in Schweden vor, wurde zunächst abgewiesen und heiratete daraufhin 1573 Dorothea von Dänemark (1528–1575). Nach deren Tod gab es einen weiteren Versuch, die Eheverhandlungen wieder aufzunehmen. Am 7. Mai 1581, bald 20 Jahre nach ihrer ersten Verlobung, wurde die Hochzeit auf dem Stockholmer Schloss gefeiert, wobei seitens Elisabeth streng darauf geachtet wurde, dass die Hochzeitszeremonie nur nach protestantischen Ritualen stattfand. Zu diesem Zweck hatte sie extra den Grundtext innerhalb der lutherischen Kirche, das Augsburger Bekenntnis, ins Schwedische übersetzen, drucken und verteilen lassen.
Nach der Heirat zog das Paar nach Mecklenburg und lebte hauptsächlich in Gadebusch und Schönberg. Dort wurde 1584 ihr einziges Kind geboren, ihre Tochter Margareta Elisabeth. Nach Christophs Tod 1592 kehrte sie, da die Verwandten ihres Mannes in Mecklenburg ihr jeglichen Erlös aus ihrem Lehen verweigerten, mit ihrer Tochter in ihre Heimat zurück und lebte auf Norrköpingshus. Als Lehen hatte sie zudem, auch hier erst nach längeren Verhandlungen, vier Bezirke in der Provinz Östergötland.
Christoph wurde im Dom zu Schwerin bestattet. Das für sie und ihren Mann bestimmte Grabdenkmal, das das vor einem Betpult kniende Paar zeigt, wurde im Auftrag Elisabets zwischen 1594 und 1596 von dem flämischen Bildhauer Robert Coppens gefertigt. Elisabeth starb unerwartet am 20. November 1597 in Stockholm und wurde im Dom zu Uppsala bestattet.
Das Nachlassinventar von Prinzessin Elisabeth zeigte, dass sie eine sehr belesene Person mit großem Interesse an protestantischer Literatur war. Sie korrespondierte mit Gelehrten, darunter mit David Chyträus, dem Historiker und Professor der Theologie an der Universität Rostock.

## Kinder
- Margarete Elisabeth (* 11. Juli 1584 in Schönberg; † 16. November 1616 in Güstrow), ⚭ seit dem 9. Oktober 1608 mit Herzog Johann Albrecht II. zu Mecklenburg.[2]